# Goudenregen
De goudenregen (Laburnum anagyroides) is een plant uit de vlinderbloemenfamilie (Leguminosae) die zijn naam dankt aan de lange hangende bloemtrossen. In het wild groeit de goudenregen in Midden- en Zuid-Europa. De hoogte kan 7 m bedragen. De hele plant, maar vooral de peulen, bevatten een giftige nicotine-achtige verbinding, cytisine. De boom werd veel aangeplant in parken, tuinen en langs straten vanwege de sierwaarde maar de soort wordt tegenwoordig vanwege deze giftigheid minder vaak aangeplant. Overigens zijn de aangeplante soorten vaak hybriden, zoals Laburnum ×waterei.
De kroon is smal, open en onregelmatig met opstijgende, gebogen takken. De boom heeft een gladde schors die eerst groen is, maar later groenachtig bruin wordt. Er zijn fijne, oranjekleurige schilfers te zien.
De boom heeft grijsgroene twijgen, voorzien van grijze haartjes. De knoppen zijn eivormig en hebben een bleke grijsbruine kleur. Ook de knoppen zijn behaard.
De bladeren zijn samengesteld drietallig. De deelblaadjes zijn eirond en gepunt. Ze zijn 3–8 cm lang. De bladsteel heeft een variabele lengte (2–6 cm). De bovenzijde van het blad is grijsachtig groen, de onderzijde is blauwachtig grijs en is voorzien van zilverkleurige haartjes.
De bloemen (zie foto) zijn heldergeel en hangen in trossen van 10–30 cm bijeen. De bloempjes hebben een vlindervorm. De vruchten van de goudenregen zijn slanke peulen van 4–8 cm lang. Vaak zijn ze gedraaid. In de peulen zitten zeer giftige zwarte zaden. De trossen vruchten zijn eerst harig, maar worden later donkerbruin en kaal.
Goudenregen is door de giftige peulen wellicht minder geschikt voor een tuin waar kinderen of honden spelen. Ook mag hij niet in de buurt van een volière staan, de aanwezige vogels zouden dan door het eten van de peulen dood kunnen gaan.
Goudenregen levert bijzonder hard, zwaar en decoratief hout. Het kernhout is donkerbruin en steekt scherp af tegen het geelwitte spint. Het is geliefd onder houtdraaiers en wordt soms gebruikt als alternatief voor ebbenhout.

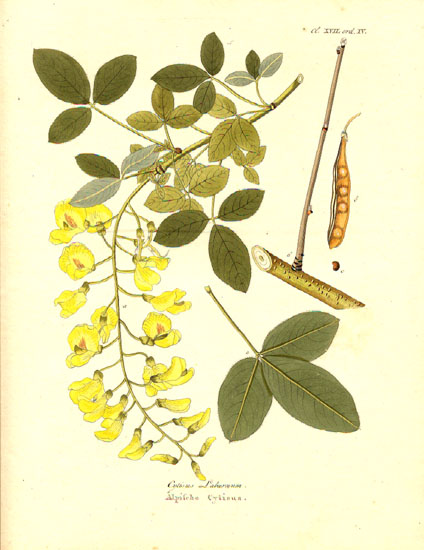
Tekening, begin 19e eeuw
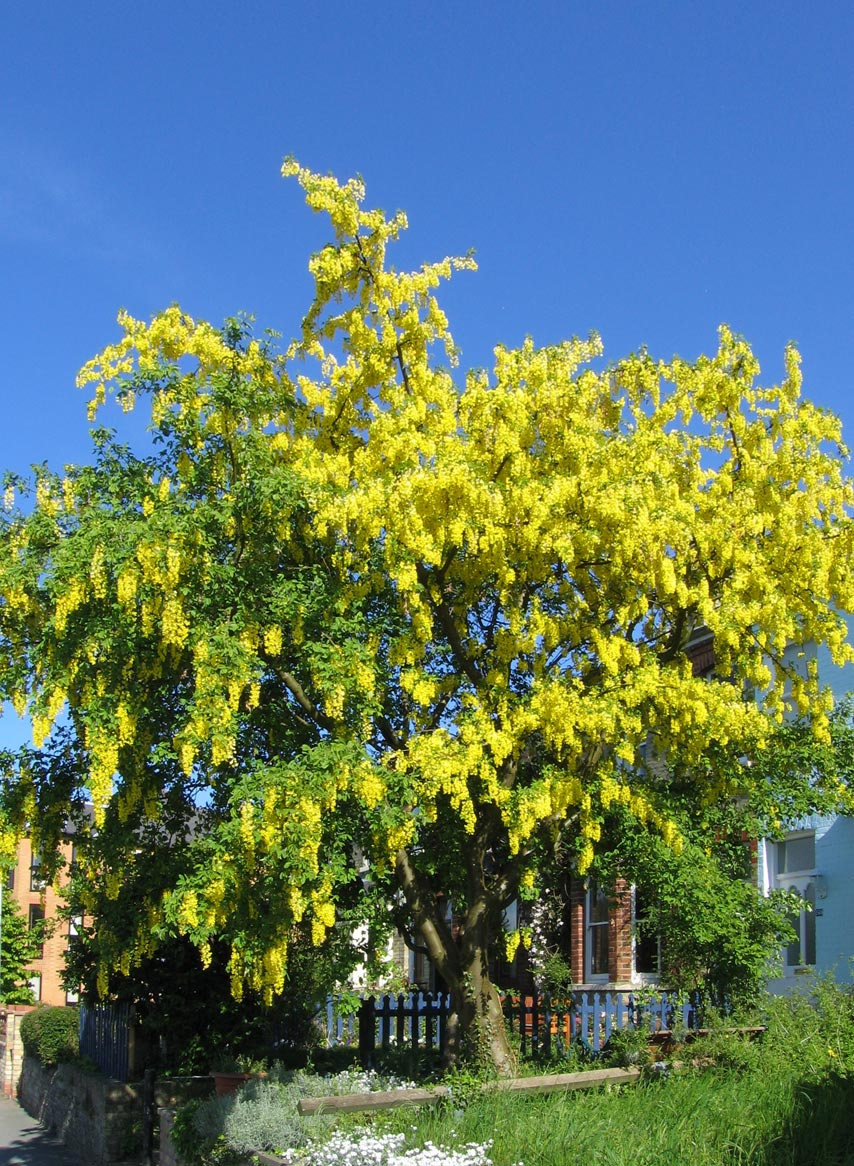
Boom in bloei
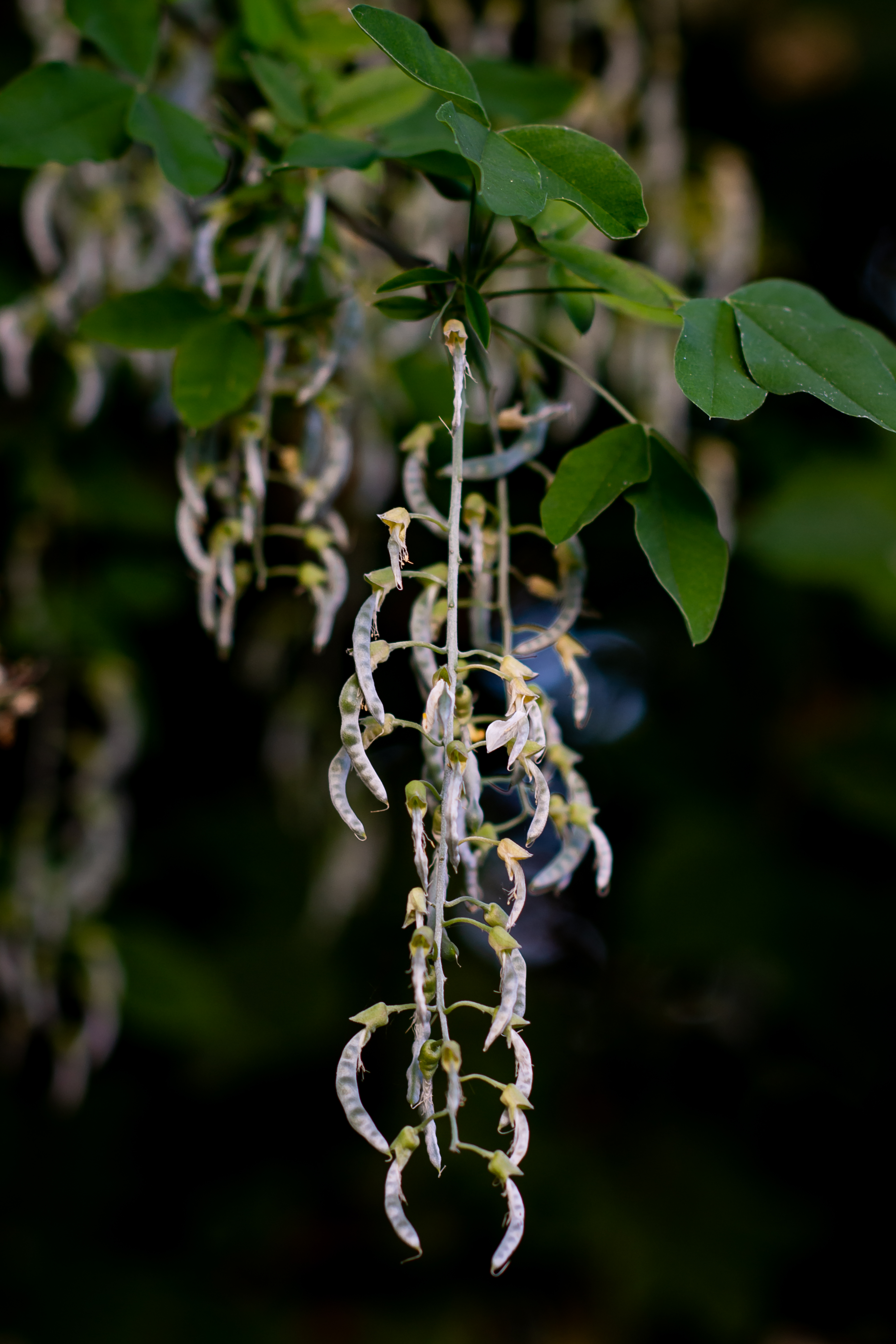
Peulen
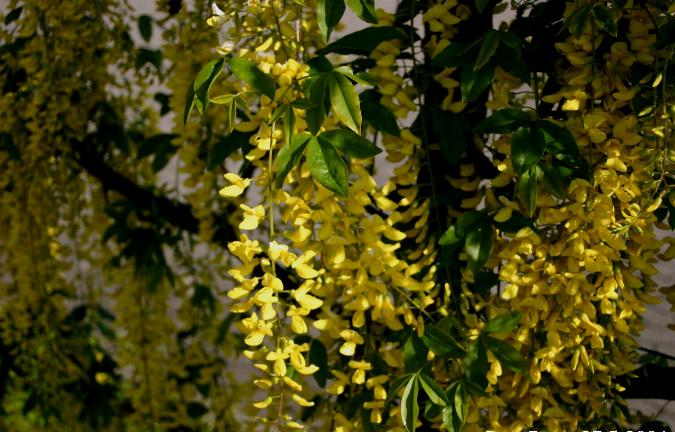
Bloemen van de hybride Laburnum ×watereri
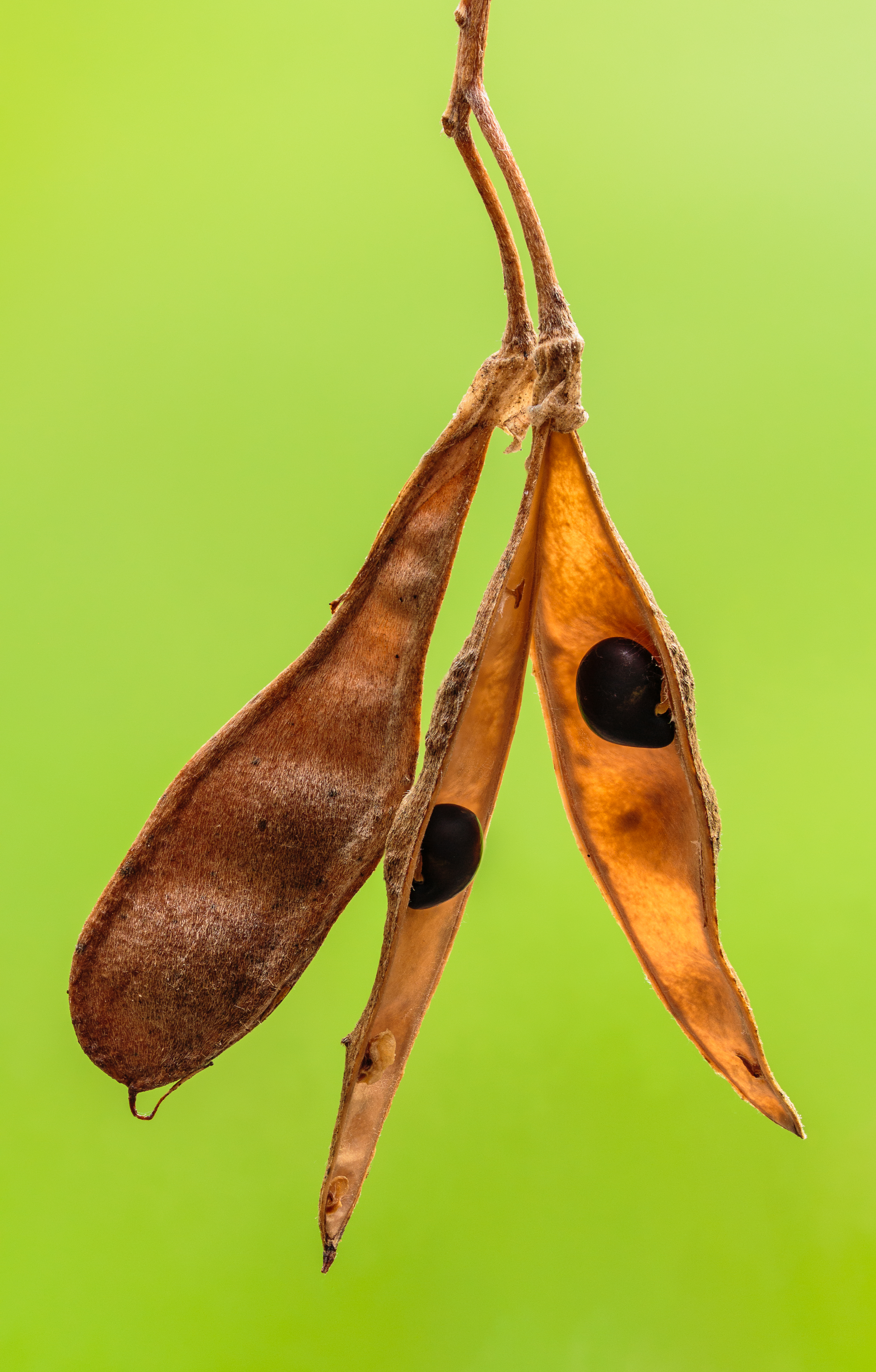
Peul & zaad.
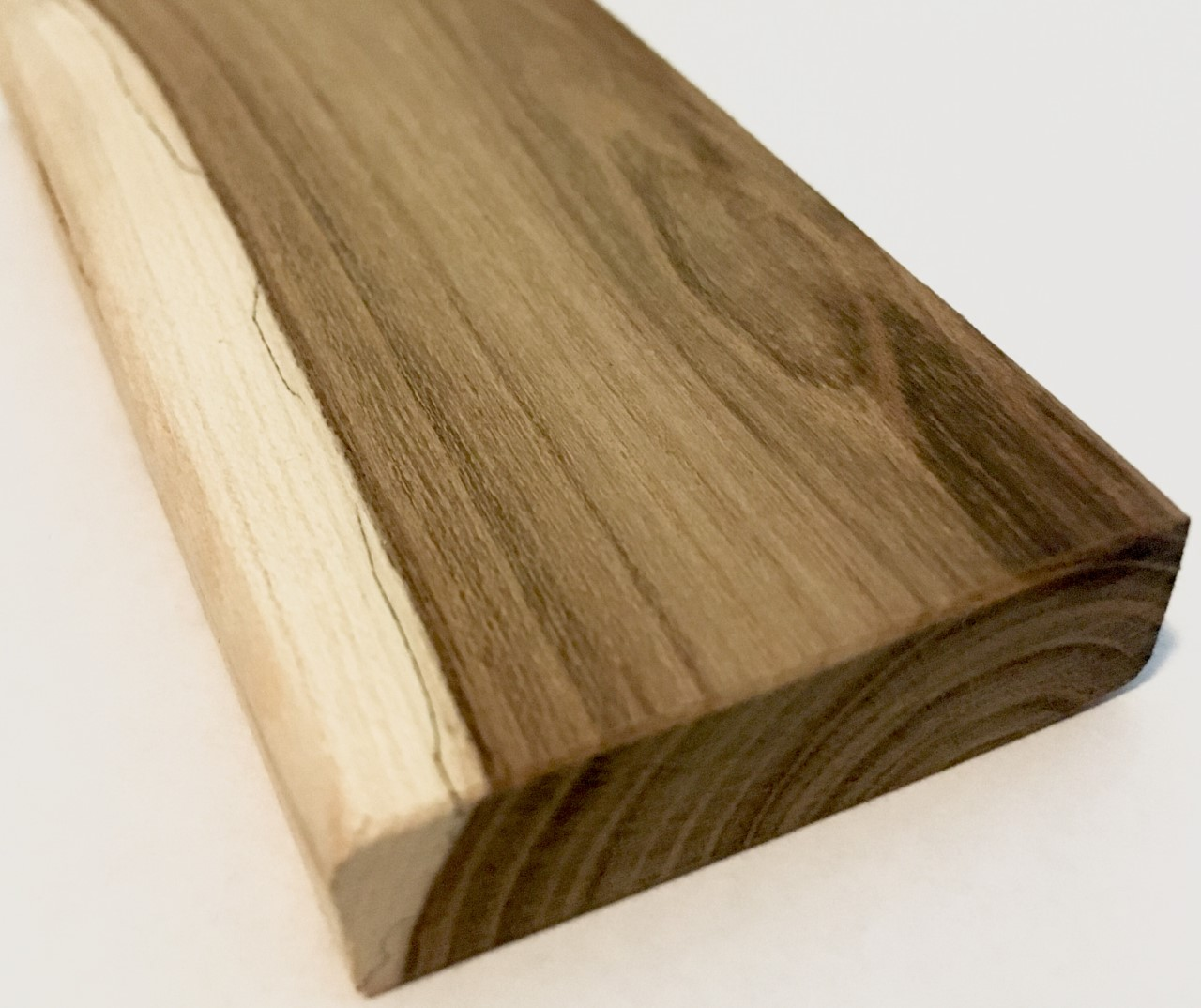
Goudenregen hout